# Constantin Ferber I
Constantin (Konstantyn) Ferber, zwany starszym (niem. Constantin Ferber der Ältere) (9 czerwca 1520 - 15 lutego 1588) – wieloletni burmistrz Gdańska, burgrabia królewski w Gdańsku.

## Życiorys
Urodził się w patrycjuszowskiej rodzinie gdańskiej jako najmłodszy syn burmistrza Eberharda Ferbera. W 1548 został ławnikiem, a 1549 członkiem Rady Miasta, a 1555 wybrano go jednym z burmistrzów.
Dzięki jego staraniom otwarto w 1558 wyższą szkołę ewangelicką, tzw. partykularz (łac. i niem. Particular), w dawnym klasztorze franciszkanów. Został pierwszym przełożonym szkoły na Starym Przedmieściu (później znanej jako Gdańskie Gimnazjum Akademickie) i przeznaczał na jej utrzymanie znaczne dochody ze swoich dóbr.
Prowadził politykę obrony przywilejów nadanych Gdańskowi, sprzeciwiając się wszelkim próbom ich ograniczania i ściślejszego zespolenia Prus Królewskich z Polską. Zajmował nieprzychylne stanowisko wobec Komisji Morskiej utworzonej przez Zygmunta Augusta, m.in. w 1568 nakazał uwięzić i stracić 11 kaprów królewskich, co doprowadziło do otwartego konfliktu miasta z królem. Wezwany przed sąd na sejmie w Lublinie w 1569 został oskarżony o obrazę majestatu, pozbawiony urzędu burmistrza i wraz z Johannem Proite uwięziony na rok w Piotrkowie. Uwolniony, gdy posłowie gdańscy przebłagali króla na sejmie warszawskim, powrócił do Gdańska i ponownie objął urząd burmistrza.
W czasie elekcji w 1575 poparł w imieniu Gdańska kandydaturę cesarza Maksymiliana II. Po uzyskaniu przewagi przez Stefana Batorego zalecał swojemu miastu ustępstwa i podporządkowanie się nowemu królowi. Przewodniczył delegacji na sejm walny obradujący jesienią 1576 w Toruniu, która przedstawiła propozycję uznania Batorego pod warunkiem potwierdzenia przez niego wszystkich przywilejów Gdańska. Wraz z innymi członkami poselstwa został ponownie uwięziony w Łowiczu. Po półrocznej niewoli powrócił do Gdańska i stanął na czele delegacji, która w Malborku składała przeprosiny na ręce Batorego.
Prowadził rozległy handel drewnem i zbożem z Niderlandami i Szwecją. Skupił i dzierżawił liczne posiadłości ziemskie wokół Gdańska. W swoich majątkach prowadził akcję osuszania bagien, osadzał kolonistów (Holendrów), zagospodarowywał odłogi, budował młyny i inne zakłady gospodarcze. Ponadto był bankierem, udzielał znacznych pożyczek Zygmuntowi Augustowi (np. 40 tys. talarów w 1571 roku), królowi szwedzkiemu Janowi III i księciu pruskiemu Albrechtowi Hohenzollernowi. Właściciel Lipców z karczmą Trzy Świńskie Łby oraz Niegowa, zwanego początkowo od jego imienia Konstantynopolem.
Po śmierci pochowany w kościele Mariackim w Gdańsku.